# MCN
Немања Милошевић, познатији под уметничким именом MC N (Ниш, 26. април 1984) српски је репер.

## Биографија
Немања Милошевић је рођен 26. априла 1984. године у Нишу. Прве песме објавио је 1999. године, а музиком је озбиљније почео да се бави 2001. године. Након паузе, на сцену се вратио 2005. године, када је започео сарадњу са нишким продуцентом Јаном Магдевским (Jan Zoo). Снимио је више од сто песама које је објављивао као синглове и тако постао познат јавности. У том периоду је издао и албум под називом Број 1.
Крајем 2012. године издао је албум Ћелија 44. На албуму се налази 16 песама, које су снимане у Басивити студију у Београду, а објавила га је издавачка кућа Маском рекордс. Као гости, на албуму се појављују Рексона, Икац, Yellow, Демонио и Фурио Ђунта. На албуму је сарађивао и са Саром Јо, која се појављује на четири песме на албуму, а за песму Ти и ја је касније снимљен и спот. Музику за албум радили су Цоби и Ти Блејзер, док је текстове писао Немања док је био у затвору у Швајцарској.
Био је учесник српског ријалитија Фарма током 2016. године.
Године 2018. започео је сарадњу са продукцијском кућом Империја, за коју је јуна те године издао песму Убила си моје ја.
Почетком 2019. године објавио је песму Град греха заједно са Анђелом Вештицом. Песма је снимљена за потребе филма Јужни ветар. Филм је премијерно приказан још 25. августа 2018. године, али је екипа филма, пратећи модерну тему филма и желећи да покаже живот у Београду у 21. веку, велику пажњу посветила музици која прати читав филм, па је тако, поред модерних и тренутно актуелних постојећих песама, за потребе филма снимљен читав сет песама, међу којима се нашла и песма Град греха.
Током каријере, сарађивао је са бројним реперима, међу којима су Ролекс и Мали Мире из групе One Shot, Демонио и Фурио Ђунта из групе B Crew, Mad Dog и JanZoo из групе 5. Stepen и други.

## Дискографија

### Албуми
| №   | Назив                                    | Трајање |  |
| 1.  | Интро/Најбољи репер је жив (ft. Рексона) |         |  |
| 2.  | Тона динамита                            |         |  |
| 3.  | Она (ft. Сара Јо)                        |         |  |
| 4.  | Све једном биће добро                    |         |  |
| 5.  | Моменат (ft. Сара Јо)                    |         |  |
| 6.  | Ћелија 44                                |         |  |
| 7.  | Ти и ја (ft. Сара Јо)                    |         |  |
| 8.  | Ако одем вечерас                         |         |  |
| 9.  | Још увек ја                              |         |  |
| 10. | Панцир реп                               |         |  |
| 11. | Пусти ме у плејеру (ft. B Crew)          |         |  |
| 12. | Нека ти лице прекрије смех (ft. Сара Јо) |         |  |
| 13. | Задњи плес                               |         |  |
| 14. | Outro/Нема назад (ft. Икац)              |         |  |
| 15. | Дуги (ft. Yellow)                        |         |  |
| 16. | Број 1                                   |         |  |

| №   | Назив                   | Трајање |  |
| 1.  | Ја сам реп              |         |  |
| 2.  | 21 грам                 |         |  |
| 3.  | Дечко из краја          |         |  |
| 4.  | Ти                      |         |  |
| 5.  | Тек је почело           |         |  |
| 6.  | Бол                     |         |  |
| 7.  | Сам (ft. Лола)          |         |  |
| 8.  | Кажу да имам све        |         |  |
| 9.  | Криви (наставак Дугија) |         |  |
| 10. | Савке                   |         |  |
| 11. | Outro                   |         |  |

### Синглови
- Дуги (2006)
- Ћутимо сатима (2006)
- Најдража песма (2006)
- Прерано одрасли (2007)
- Од ува до ува (2007)
- Химна тротоара (ft. Демонио, 2008)
- Једном се живи (ft. Демонио, 2008)
- Пусти ме у плејеру (ft. Демонио, Фурио Ђунта, 2008)
- Прерано одрасли (2009)
- Моја једина (2009)
- Рација (2009)
- Да ти пишем стихове (2009)
- Овако ја то радим (ft. Ролекс, 2016)
- Адвокат (ft. Џала Брат, Буба Корели, 2014)
- Интро (ft. Дунђа, Душан Куртић, 2016)
- Недоступна (ft. Душица Грабовић, 2016)
- Лукаве кује (ft. Trik FX, 2016)[11]
- Краљ подземља (2016)
- Прича ми град (ft. BCREW, Марко Луис, 2017)
- Убила си моје ја (2018)
- Моја риба и ја (2018)
- Улице су брзе (2018)
- Сара (2018)
- Град греха (ft. Анђела Вештица, 2019)
- Бандити (ft. Фокс, 2019)
- Ало ало (ft. Фокс, 2019)
- Мараш (ft. Фокс, 2020)